# Pasi Teungoh
Pasi Teungoh is een bestuurslaag in het regentschap Aceh Barat van de provincie Atjeh, Indonesië. Pasi Teungoh telt 499 inwoners (volkstelling 2010).